# هایجیان ۵۰
هایجیان ۵۰ (به انگلیسی: Haijian 50) یک کشتی گناوری تحت نظارت ناوگان دریای چین شرقی است که طول آن ۹۸ متر می‌باشد.